# Google Web Server
Google Web Server (GWS) ist der Name der Webserver-Software, die Google für seine Web-Infrastruktur benutzt. Googles Webserver wird ausschließlich für alle Google-Domains und -Webseiten verwendet. GWS basiert auf Linux.
Einer Netcraft-Studie von Mai 2015 zufolge, belegt Googles Web Server hinter Apache, nginx und Microsoft Internet Information Services mit 7,95 % aller aktiven Domains den vierten Platz in der Webserver-Nutzungsrangfolge. Am Anteil aller weltweit registrierten Domains hält der Google Web-Server 2,34 % und liegt damit dort ebenfalls auf Platz 4.
Webseiten-Requests auf viele Google-Seiten liefern in den HTTP-Header-Informationen „gws“ (ohne Versionsnummer) als Angabe der verwendeten Webserver-Software. Google selbst hält sich mit Informationen zu GWS sehr bedeckt. Auf einer Informationsseite über seinen Standort Chicago schrieb Google folgende Kurzbeschreibung zu GWS:

“The Google Web Server (GWS) team builds and improves the proprietary web-serving infrastructure that powers Google web search and many other Google search properties. GWS is involved in almost every user-visible change to the google.com site […]. We're always looking for gung-ho engineers, ideally with a background in systems and experience working with very large C++ codebases.”

„Das Google Web Server (GWS) Team entwickelt und verbessert die proprietäre Webserverinfrastruktur, die der Google-Websuche und vielen weiteren Google Suchdiensten zugrunde liegt. GWS ist an nahezu jeder für den Nutzer sichtbaren Änderung der Seite google.com […] beteiligt. Wir suchen stets nach sehr engagierten Entwicklern, idealerweise mit einem Hintergrund in der Systementwicklung und Erfahrung im Umgang mit sehr umfangreichen C++ Codebasen.“

Die aktuelle stable Versionsnummer von GWS ist 2.1.